# Gian Gaspare Napolitano
Gian Gaspare Napolitano (Palerm, 30 d'abril de 1907 - Roma, 5 de gener de 1966) va ser un guionista, escriptor i periodista italià. El seu pare era un bersaglieri i la seva mare professora de lletres a l'Escola de Mestres de L'Aquila, on es van traslladar a la mort del seu pare el 1914 i es va fer amic de l'escriptora Laudomia Bonanni.
El 1928 va fundar amb Aldo Bizzarri en quinzenal del noucentisme feixista Lupi. A París va conèixer la seva futura esposa, Maria Martone, secretària de Marie Curie i traductora a l'italià d'Ernest Hemingway, François Mauriac i Blaise Cendrars. El 1930 va escriure la seva primera novel·la, La scoperta dell'America. La Gazzetta del Popolo l'envia a fer una gira arreu del món perquè visiti i descrigui països dels cinc continents. Així compondrà el 1933 Giro del mondo, publicat en dues parts: Volume I. Vecchia Europa, addio! Dal Mediterraneo a Tahiti, attraverso Suez i Volume II. Oh, felicità! Da Tahiti a Marsiglia attraverso Gibilterra. A la Gazzetta del Popolo publicaria el 28 de setembre de 1933 Il ciclone di Tampico, i fou el primer en divulgar la notícia d'aquest desastre al Congo Belga. Alhora fou corresponsal als Estats Units per Il messaggero, i el 1936 va publicar Troppo grano sotto la neve: un inverno al Canada con una visita a Ford.
Entre 1935 i 1945 fou corresponsal de guerra a Abissínia, a la guerra civil espanyola, a França, Egipte, Grècia i Albània. i va popularitzar les seves Note politiche da Roma (1940-1943). Del 1940 al 1960 col·labora al «Corriere della Sera». El 1944 fou assignat com a intèrpret del comandament escocès del Black Watch i el 4 de juny va entrar a Roma amb els escocesos del V Exèrcit.
A Roma freqüentava salons i cafeteries literàries i es feu amic d'Ennio Flaiano, Emilio Cecchi, Moravia, Carlo Mazzarella i Luigi Barzini junior. Entre 1948 i 1965 va viatjar a París en diverses ocasions, on va conèixer novel·listes, actors, poetes i polítics. El 1949 va publicar articles a «L'Europeo», alhora que començava les transmissions radiofòniques en 1950: La mariposa, Tam tam a Mayumbe i La volpe d'argento. El 1951 va rodar el documental en color Una lettera dall'Africa. El 1953 fou jurat en la 14a Mostra Internacional de Cinema de Venècia i va rodar el documental Magia verde pel qual va obtenir l'Ós de Plata al 3r Festival Internacional de Cinema de Berlín i el premi a la pel·lícula d'exploració al 6è Festival Internacional de Cinema de Canes. Posteriorment va continuar escrivint articles i de 1958 a 1960 col·laborà a la Rai amb periodisme d'actualitat.

## Filmografia

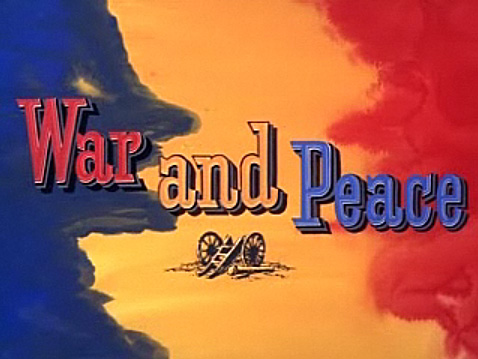
Guerra e pace (1956)

- Passaporto rosso, dirigit per Guido Brignone (1935)
- Sentinelle di bronzo, dirigit per Romolo Marcellini (1937)
- Ho perduto mio marito, dirigit per Enrico Guazzoni (1937)
- I pirati del golfo, dirigit per Romolo Marcellini (1940)
- L'uomo della legione, dirigit per Romolo Marcellini (1940)
- Il cavaliere di Kruja, dirigit per Carlo Campogalliani (1940)
- Giarabub, dirigit per Goffredo Alessandrini (1942)
- Una lettera dall'Africa, dirigit per Gian Gaspare Napolitano documental (1951)
- Noi cannibali, dirigit per Antonio Leonviola (1953)
- Magia verde (1953)
- Sesto Continente, dirigit per Folco Quilici (1954)
- Tam tam Mayumbe (1955)
- Guerra i pau, dirigit per King Vidor (1956)